# Alagir

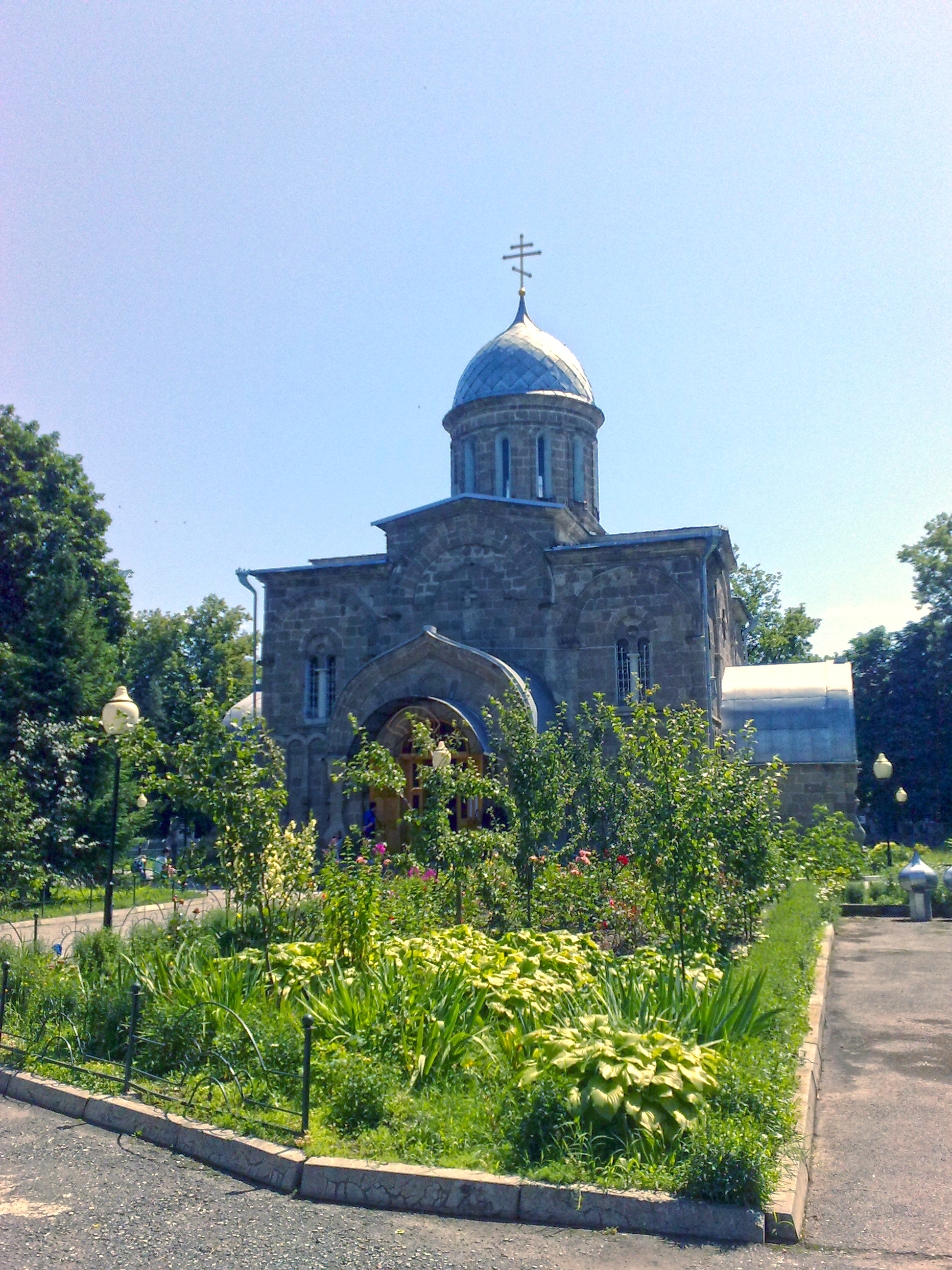
Kyrka i Alagir.

Alagir (ryska Алагир) är en stad i centrala Nordossetien, Ryssland. Invånarantalet uppgick till 20 270 i början av 2015. Alagir grundades år 1850 och fick stadsrättigheter 1938. Stadens huvudsakliga näring är gruvdrift.